# Francisco de Jerónimo
Francisco de Jerónimo S.J. (Grottaglie, 17 de diciembre de 1642 - Nápoles, 11 de mayo de 1716) fue un jesuita del reino de Nápoles, beatificado en 1758 y canonizado en 1839.

## Biografía
Estudió en el Colegio jesuita de Tarento y luego pasó al Colegio jesuita del Nombre de Jesús de Nápoles. En 1666,antes de cumplir los 24 años de edad, Francisco recibió la ordenación sacerdotal. Durante los cinco años siguientes, enseñó en el "Collegio dei Nobili", que los jesuitas tenían en Nápoles. A los 28 años ingresó en la Compañía de Jesús. De1671 a 1674, ayudó en el trabajo misional al célebre predicador Agnello Bruno. Al concluir sus estudios de teología, los superiores le nombraron predicador de la iglesia del Gesú Nuovo, de Nápoles. Se dice que convertía por lo menos a unos 400 pecadores al año. El Santo visitaba las prisiones, los hospitales y no vacilaba en seguir a los pecadores hasta los antros del vicio, donde algunas veces fue brutalmente maltratado. 
Famoso como predicador, pese a que su primera voluntad era ir de misionero al Japón, su superior lo destinó a la prédica por las calles de Nápoles y alrededores. Propició la comunión general los terceros domingos de cada mes. Su labor entre los pobres y personas de mal vivir lo llevó a recibir algunas críticas de otros sacerdotes, pero las notables conversiones que lograba, y sus misas con más de 15.000 personas cada tercer mes convencieron a sus detractores de la bondad de sus métodos de predicación.
Durante 22 años predicó cada martes en la Iglesia de Santa María de Constantinopla.
San Francisco murió a los 74 años de edad y fue sepultado en la Iglesia de los jesuitas de Nápoles.
Fue beatificado en 1758 por Benedicto XIV y canonizado en 1839 por Gregorio XVI.

## Festividad
Su fiesta se celebra el 2 de julio.
- Datos: Q705056
- Multimedia: Saint Francis de Geronimo / Q705056